# María Renée Carmona
María Renée Carmona Solíz (Cochabamba, Bolivia; 26 de mayo de 1995) es una modelo y reina de belleza boliviana. 
Fue Miss Cochabamba 2013, título con el cual se le dio la oportunidad de representar a su departamento de Cochabamba para participar en el Miss Bolivia 2013 quien fue ganadora del título de Miss Bolivia Tierra 2013, representó a su país de Bolivia en el Miss Tierra 2013 y ser la primera miss en ganar Charity Queen of One Power International 2015.

## Historia
María Renée Carmona, una alta y linda baloncestista de 17 años de edad, se convirtió la Miss Cochabamba 2013, es hija de dos ex grandes figuras del baloncesto nacional, sus padres son  Óscar Carmona Mejía y Sandra Solíz. Juega básquet desde los 10 años la baloncestista del club Maryknoll tiene un exquisito palmarés, María Renée es una de las promesas que emergieron de la exquisita cantera del club Maryknoll, y con la instrucción que le otorgan sus padres se perfila a establecerse como una de las figuras del baloncesto cochabambino y nacional. Estudiante de la carrera de Ingeniería Civil en la Universidad Católica. Su estatura e imponente presencia fueron determinantes tiene tres (3) Hermanos: Verónica, Natalia y Óscar Carmona Solíz.

## Miss Cochabamba 2013
María René Carmona, una alta y linda baloncestista de 17 años de edad, se convirtió en la Miss Cochabamba 2013. Representará al departamento de Cochabamba en el certamen de belleza nacional, Como Srta. Cochabamba fue coronada Pamela Claros y como Miss Valle, Lesly Rodríguez, su elección ya se preveía después que el 24 de abril ganara cuatro de los siete títulos previos: Miss Rostro, Miss Silueta Taquiña, imagen de la línea Prestigio Flex e imagen de Jeans Pimienta Rosa.

## Miss Bolivia 2013
María Renée como Miss Cochabamba 2013 concurso en el Miss Bolivia 2013 compitiendo con 23 candidatas de todos los departamentos de Bolivia en la cual la noche final de 13 de junio de 2013, María Renée resultó como Miss Bolivia Tierra 2013, en la cual ganó la corona del Miss Bolivia 2013 fue Claudia Tavel Antelo la Srta. Santa Cruz. 

## Miss Tierra 2013
La imponente cochabambina María Renée Miss Bolivia Tierra 2013, de 18 años y 1,85 metros, participó en la decimotercera edición del concurso Miss Tierra, que se realizó el 7 de diciembre de 2013 en el Palacio de Versailles de Manila, Filipinas. La bella boliviana compitió junto a 97 candidatas de diferentes países por la máxima corona de Miss Tierra 2013. Tereza Fajksová, Miss Tierra 2012 de República Checa coronó a su sucesora.
Para destacar. Desde su llegada al certamen, la cochabambina ha sabido ganarse la admiración de muchos, tal es la sorpresa, que ha logrado ubicarse entre las 5 mejores figuras dentro del tradicional evento internacional. Primer logro. En la elección preliminar al Mejor Traje Típico obtuvo medalla de Bronce junto a la representante de Brasil que se llevó la medalla de Plata, siendo Bahamas la ganadora de la medalla de Oro. En la noche final del 7 de diciembre de 2013 la bella María Renee no logró posicionarse entre las finalistas en la cual Alyz Henrich representante de Venezuela. 

## Miss Continentes Unidos 2013
María representó a Bolivia en el Miss Continentes Unidos 2013 en Guayaquil, Ecuador en la cual no clasificó en las finalistas la corona ganó Camila Serakides representante de Brasil.

## Charity Queen of One Power International 2015
Enviada por Promociones Gloria como representante de Bolivia al concurso Charity Queen of One Power International 2015 realizado en Vietnam siendo la primera edición de dicho concurso la cual ganó la máxima para el país de Bolivia, además ganó el título de Mejor Cuerpo. 